# Isocline Hill
Isocline Hill är en kulle i Antarktis. Den ligger i Östantarktis. Australien gör anspråk på området. Toppen på Isocline Hill är 2 338 meter över havet, eller 1 meter över den omgivande terrängen. Bredden vid basen är 0,04 km.
Terrängen runt Isocline Hill är platt åt sydväst, men åt nordost är den kuperad. Trakten är obefolkad. Det finns inga samhällen i närheten.